# Liste der Baudenkmäler in Palling
Auf dieser Seite sind die Baudenkmäler in der oberbayerischen Gemeinde Palling zusammengestellt. Diese Tabelle ist eine Teilliste der Liste der Baudenkmäler in Bayern. Grundlage ist die Bayerische Denkmalliste, die auf Basis des Bayerischen Denkmalschutzgesetzes vom 1. Oktober 1973 erstmals erstellt wurde und seither durch das Bayerische Landesamt für Denkmalpflege geführt wird. Die folgenden Angaben ersetzen nicht die rechtsverbindliche Auskunft der Denkmalschutzbehörde.

## Baudenkmäler nach Ortsteilen

### Palling
| Lage                                | Objekt                               | Beschreibung | Akten-Nr.      | Bild                        |
| ----------------------------------- | ------------------------------------ | --- | -------------- | --------------------------- |
| Amselgraben 10 (Standort)           | Ehemalige Mühle                      | mit zweigeschossigem Blockbauteil und flach geneigtem Satteldach, wohl erste Hälfte 18. Jahrhundert. | D-1-89-134-2   | Ehemalige Mühle             |
| Buchetstraße 2 (Standort)           | Bundwerkstadel                       | Südflügel des Dreiseithofes, um 1880. | D-1-89-134-4   | BW                          |
| Feichtner Straße 8 (Standort)       | Bundwerkstadel                       | Südflügel des Dreiseithofes, mit Getreidekasten, erste Hälfte 19. Jahrhundert. | D-1-89-134-7   | Bundwerkstadel              |
| Feichtner Straße 16 (Standort)      | Wohnhaus                             | zweigeschossig mit Walmdach, am Türgewände bezeichnet mit dem Jahr 1861, Umbau wohl um 1910. | D-1-89-134-8   | Wohnhaus                    |
| Feichtner Straße 23 (Standort)      | Privatkapelle (Bäckerhuberkapelle)   | neugotisch, erbaut 1852; mit Ausstattung. | D-1-89-134-9   | weitere Bilder              |
| In Palling (Standort)               | Sühnekreuz                           | wohl 17. Jahrhundert. | D-1-89-134-115 | BW                          |
| In Palling (Standort)               | Privatkapelle (Bräukapelle)          | neugotisch, zweite Hälfte 19. Jahrhundert; mit Ausstattung. | D-1-89-134-3   | Privatkapelle (Bräukapelle) |
| Ludwig-Miesgang-Allee 4 (Standort)  | Bundwerkstadel                       | nach Mitte 19. Jahrhundert. | D-1-89-134-11  | Bundwerkstadel              |
| Nähe Traunsteiner Straße (Standort) | Privatkapelle                        | neugotisch, zweite Hälfte 19. Jahrhundert; mit Ausstattung. | D-1-89-134-13  | weitere Bilder              |
| Pallinger Berg (Standort)           | Kalvarienberg                        | auf einer Anhöhe über dem westlichen Ortsrand, bestehend aus: Rundweg mit 14 Kreuzweg- und vier Rosenkranzstationen aus Achthaler Gusseisen, von 1885; Kreuzigungsgruppe mit gemauertem Überbau in Neurenaissance-Formen, von Anton de Francescki (Francisek?), 1888; unterhalb Grabgrotte mit Christusfigur, von 1889. | D-1-89-134-10  | BW                          |
| Steiner Straße 22 (Standort)        | Antoniuskapelle                      | mit offener Vorhalle, frühes 20. Jahrhundert; mit Ausstattung; bei Haus Nr. 22. | D-1-89-134-117 | Antoniuskapelle             |
| Steiner Straße 22 (Standort)        | Ehemaliges Benefiziatenhaus          | zweigeschossiger gegliederter Putzbau mit Zeltdach, bezeichnet mit dem Jahr 1782; oktogonaler Pavillon, 19. Jahrhundert. | D-1-89-134-12  | weitere Bilder              |
| Tittmoninger Straße 3 (Standort)    | Katholische Pfarrkirche Mariä Geburt | großer neugotischer Saalbau mit eingezogenem Chor, apsidenartigen Anbauten und einbezogenem spätgotischen Turmteil, 1869–76 von Karl Leimbach; mit Ausstattung; Friedhof mit Ummauerung; südwestlich vorgelagert Kriegerdenkmal mit Mariensäule, 1922.                                                                  | D-1-89-134-1   | weitere Bilder              |
| Traunsteiner Straße 12 (Standort)   | Fresko                               | Am Ehemaligen Bauernhaus, in geschweiftem Feld, erstes Viertel 19. Jahrhundert. | D-1-89-134-14  | BW                          |
| Tyrlachinger Straße 11 (Standort)   | Privatkapelle                        | neugotisch, zweite Hälfte 19. Jahrhundert; mit Ausstattung. | D-1-89-134-15  | weitere Bilder              |

### Brünning
| Lage                   | Objekt                                       | Beschreibung | Akten-Nr.     | Bild           |
| ---------------------- | -------------------------------------------- | --- | ------------- | -------------- |
| Brünning 1 (Standort)  | Bundwerkstadel (Südflügel des Dreiseithofes) | Mitte 19. Jahrhundert. | D-1-89-134-24 | BW             |
| Brünning 3 (Standort)  | Wohnstallhaus (Nordflügel des Vierseithofes) | mit Gitterbundwerk am Heuboden, Mitte 19. Jahrhundert; Stadel mit Gitterbundwerk (Südflügel), gleichzeitig; Hütte mit Bundwerk (Westflügel), bezeichnet mit dem Jahr 1846. | D-1-89-134-25 | weitere Bilder |
| Brünning 8 (Standort)  | Katholische Kirche St. Johannes Baptist      | spätgotischer Saalbau mit niedrigem, eingezogenem Chor, um 1420, Turmoktogon und Zwiebelhaube 18. Jahrhundert; mit Ausstattung.                                            | D-1-89-134-23 | weitere Bilder |
| Brünning 14 (Standort) | kleinerer Bundwerkstadel                     | quer angebaut, erste Hälfte 19. Jahrhundert. | D-1-89-134-27 | BW             |
| Brünning 27 (Standort) | Bundwerkstadel (Südflügel des Dreiseithofes) | bezeichnet mit dem Jahr 1851. | D-1-89-134-29 | BW             |
| Brünning 28 (Standort) | Hütte (Ostflügel des Vierseithofes)          | mit Bundwerk-Obergeschoss und eingebautem Getreidekasten, erstes Drittel 19. Jahrhundert.                                                                                  | D-1-89-134-30 | BW             |
| Brünning 29 (Standort) | Bundwerkstadel (Südflügel des Dreiseithofes) | Mitte 19. Jahrhundert. | D-1-89-134-31 | BW             |

### Freutsmoos
| Lage                              | Objekt                                                                  | Beschreibung | Akten-Nr.     | Bild           |
| --------------------------------- | ----------------------------------------------------------------------- | --- | ------------- | -------------- |
| Haigermooser Straße 9 (Standort)  | Stadel mit Traufgitterbundwerk (Südflügel des ehemaligen Vierseithofes) | Mitte 19. Jahrhundert. | D-1-89-134-33 | BW             |
| Haigermooser Straße 12 (Standort) | Gitterbundwerkstadel (Südflügel des Vierseithofes)                      | Mitte 19. Jahrhundert. | D-1-89-134-34 | BW             |
| Hauptstraße 8 (Standort)          | Gitterbundwerkstadel (Südflügel des Vierseithofes)                      | mit reichen Zierdetails, bezeichnet mit dem Jahr 1851, eingebauter zweigeschossiger Getreidekasten, 18. Jahrhundert.                    | D-1-89-134-35 | BW             |
| Hauptstraße 10 (Standort)         | Reich ornamentierter Gitterbundwerkstadel (Ostflügel des Vierseithofes) | bezeichnet mit dem Jahr 1846, von Zimmermeister Joseph Mitterhofer.                                                                     | D-1-89-134-36 | BW             |
| Hauptstraße 16 (Standort)         | Katholische Kirche St. Laurentius                                       | spätgotisches Langhaus, wohl 15. Jahrhundert, kreuzförmige Choranlage mit drei Apsiden 1680, Turmobergeschoss 1704–06; mit Ausstattung. | D-1-89-134-32 | weitere Bilder |
| Hauptstraße 21 (Standort)         | Hakenstadel mit reichem Gitterbundwerk                                  | um 1870/80. | D-1-89-134-37 | BW             |
| Lindenstraße 10 (Standort)        | Reicher Bundwerkstadel (Südflügel des Vierseithofes)                    | Mitte 19. Jahrhundert; angeschlossener zweigeschossiger Getreidekasten, bezeichnet mit dem Jahr 1625 (im Westflügel integriert).        | D-1-89-134-38 | BW             |
| Lindenstraße 14 (Standort)        | Ehemaliges Bauernhaus                                                   | zweigeschossiger Wohnstallbau mit Lünettenkniestock und Putzgliederung, bezeichnet mit dem Jahr 1852, hofseitig Gitterbundwerk.         | D-1-89-134-40 | BW             |
| Nähe Tulpenstraße (Standort)      | Steinkreuz                                                              | Rotmarmor, wohl 16. Jahrhundert; an der Lindenstraße, Abzweigung Tulpenstraße.                                                          | D-1-89-134-41 | BW             |

### Gengham
| Lage                      | Objekt                                                  | Beschreibung                                                                                                   | Akten-Nr.     | Bild           |
| ------------------------- | ------------------------------------------------------- | --- | ------------- | -------------- |
| Gengham 9 (Standort)      | Hausfigur hl. Sebastian                                 | 18. Jahrhundert; in Nische am neuen Wohnhaus des Dreiseithofes.                                                | D-1-89-134-49 | BW             |
| Gengham 11 (Standort)     | Bundwerkstadel (Südflügel des ehemaligen Vierseithofes) | um 1870; am östlichen Ortsrand.                                                                                | D-1-89-134-50 | BW             |
| In Gengham (Standort)     | Privatkapelle                                           | großer Satteldachbau mit Lisenengliederung, Giebelreiter und Sakristei-Anbau, erbaut 1827/28; mit Ausstattung. | D-1-89-134-47 | weitere Bilder |
| Pallinger Feld (Standort) | Kleine Kapelle                                          | mit Zeltdach, erste Hälfte 19. Jahrhundert; am Westrand von Gengham.                                           | D-1-89-134-48 | BW             |

### Höhenstetten
| Lage                                  | Objekt                                       | Beschreibung | Akten-Nr.      | Bild           |
| ------------------------------------- | -------------------------------------------- | --- | -------------- | -------------- |
| Brandfeld bei Höhenstetten (Standort) | Wegkapelle                                   | erstes Drittel 19. Jahrhundert; nördlich des Ortes. | D-1-89-134-58  | BW             |
| Höhenstetten 6 (Standort)             | Wohnstallhaus (Nordflügel des Vierseithofes) | gegliederter Putzbau mit Kniestock, zwei geschnitzten Querfletztüren, Fenstergittern und Glockenständer, 1900–04 neu erbaut; Stadel mit Gitterbundwerk (Südflügel), an der Firstpfette bezeichnet mit dem Jahr 1878, erneuert 1987. | D-1-89-134-59  | weitere Bilder |
| Höhenstetten 8 (Standort)             | Bauernhaus                                   | Blockbau-Obergeschoss bezeichnet mit dem Jahr 1603; quer angebaute Hütte mit eingebautem Getreidekasten im Obergeschoss, erste Hälfte 19. Jahrhundert.                                                                              | D-1-89-134-60  | Bauernhaus     |
| Höhenstetten 12 (Standort)            | Zweigeschossiger Getreidekasten              | erste Hälfte 17. Jahrhundert; als Westteil in Wohnhaus-Neubau integriert. | D-1-89-134-119 | BW             |

### Oberroidham
| Lage                      | Objekt                                  | Beschreibung                                                        | Akten-Nr.      | Bild |
| ------------------------- | --------------------------------------- | ------------------------------------------------------------------- | -------------- | ---- |
| Oberroidham (Standort)    | Kleiner Bundwerkschupfen mit Wagenhütte | wohl erste Hälfte 19. Jahrhundert; zu Haus Nr. 8 gehörig.           | D-1-89-134-122 | BW   |
| Oberroidham 1 (Standort)  | Quer angesetzter Gitterbundwerkstadel   | Mitte 19. Jahrhundert, mit Getreidekasten im Obergeschoss.          | D-1-89-134-79  | BW   |
| Oberroidham 7 (Standort)  | Ehemaliger Getreidekasten               | wohl 18. Jahrhundert; modern aufgestellt.                           | D-1-89-134-124 | BW   |
| Oberroidham 10 (Standort) | Stadelteil des Bauernhauses             | mit Bundwerk und eingebautem Getreidekasten, Mitte 19. Jahrhundert. | D-1-89-134-80  | BW   |

### Ranham
| Lage                 | Objekt      | Beschreibung | Akten-Nr.     | Bild           |
| -------------------- | ----------- | --- | ------------- | -------------- |
| In Ranham (Standort) | Kapelle     | bezeichnet mit dem Jahr 1890; mit Ausstattung; nördlich des Ortes an der Straße nach Grafetstetten. | D-1-89-134-88 | weitere Bilder |
| Ranham 3 (Standort)  | Hofkapelle  | bezeichnet mit dem Jahr 1910; mit Ausstattung; am nordöstlichen Ortsrand. | D-1-89-134-89 | weitere Bilder |
| Ranham 5 (Standort)  | Vierseithof | Wohnstallhaus mit Putzgliederung, Böhmischen Stallgewölben und zwei reich dekorierten Sandsteinportalen mit geschnitzten Türen und Oberlichtgittern, bezeichnet mit dem Jahr 1846; Hütte (Westflügel) mit Remise und Getreidekasten im Obergeschoss, bezeichnet mit dem Jahr 1846; Stallstadel (Ostflügel) mit gewölbtem Stall und Bundwerk; Bundwerkstadel (Südflügel), bezeichnet mit dem Jahr 1846. | D-1-89-134-86 | weitere Bilder |
| Ranham 10 (Standort) | Kapelle     | bezeichnet mit dem Jahr 1910; mit Ausstattung; am südlichen Ortsrand. | D-1-89-134-87 | weitere Bilder |

### Tyrlbrunn
| Lage                    | Objekt                                                           | Beschreibung | Akten-Nr.      | Bild           |
| ----------------------- | ---------------------------------------------------------------- | --- | -------------- | -------------- |
| Tyrlbrunn 7 (Standort)  | Großer Stadel des Vierseithofes                                  | mit reichem Bundwerk nach Süden, bezeichnet mit dem Jahr 1867. | D-1-89-134-101 | BW             |
| Tyrlbrunn 8 (Standort)  | Wohnhaus mit Blockbau-Obergeschoss eines Ehemaligen Bauernhauses | 17./18. Jahrhundert, 1976/77 von der Hofstelle Nr. 16 transferiert; Erdgeschoss neu aufgemauert. | D-1-89-134-102 | BW             |
| Tyrlbrunn 12 (Standort) | Ehemaliges Mesnerhaus                                            | Putzbau mit Flachsatteldach, bezeichnet mit dem Jahr 1779, kurzer ehemaliger Stallteil mit Bundwerk; 1988 umgebaut, dabei Putzrahmungen in barocken Formen erneuert. | D-1-89-134-103 | BW             |
| Tyrlbrunn 14 (Standort) | Katholische Filialkirche St. Michael                             | spätgotischer Chor, wohl Mitte 15. Jahrhundert, Langhaus 1905 neu errichtet nach Plänen von Max Ostenrieder; mit Ausstattung. | D-1-89-134-100 | weitere Bilder |
| Tyrlbrunn 16 (Standort) | Bundwerkstadel                                                   | mit mittelsteilem Dach, drittes Viertel 19. Jahrhundert. | D-1-89-134-104 | Bundwerkstadel |
| Tyrlbrunn 17 (Standort) | Stadel (Südflügel des Dreiseithofes)                             | mit reichem Gitterbundwerk der Spätform und farbig gefasstem Dekor, 1857 (bezeichnet mit dem Jahr) von Zimmermeister Joseph Mitterhofer; zugehörig jenseits der Straße frei stehender zweigeschossiger Getreidekasten, bezeichnet mit dem Jahr 1711, mit zusätzlichem Giebelgeschoss, bezeichnet mit dem Jahr 1786. | D-1-89-134-105 | weitere Bilder |

### Weitere Ortsteile
| Lage                                                    | Objekt                                                     | Beschreibung | Akten-Nr.      | Bild                         |
| ------------------------------------------------------- | ---------------------------------------------------------- | --- | -------------- | ---------------------------- |
| Allerding 1 (Standort)                                  | Bundwerkstadel (Südflügel des Dreiseithofes)               | erste Hälfte 19. Jahrhundert; nördlich frei stehend zweigeschossiger Getreidekasten, wohl 18. Jahrhundert. | D-1-89-134-16  | BW                           |
| Baumham 5 (Standort)                                    | „Hütte“ (Westflügel des kleinen Vierseithofes)             | mit Flachsatteldach und hofseitigem Bundwerk, gegen Mitte 19. Jahrhundert, mit südlich anschließendem Getreidekasten im Stadelerdgeschoss, 18. Jahrhundert. | D-1-89-134-18  | BW                           |
| Baumham, Kapellenfeld (Standort)                        | Wegkapelle                                                 | erstes Drittel 19. Jahrhundert, südlich von Baumham am Waldrand. | D-1-89-134-20  | BW                           |
| Beharting (Standort)                                    | Große Wegkapelle                                           | bezeichnet mit dem Jahr 1873; mit Ausstattung. | D-1-89-134-22  | weitere Bilder               |
| Beharting 1 (Standort)                                  | Bundwerkstadel (Südflügel des Vierseithofes)               | mit reichen Verzierungen, erbaut 1847. | D-1-89-134-21  | BW                           |
| Gansfelden 2 (Standort)                                 | kleines Nebengebäude mit Bundwerkgiebel                    | wohl Mitte 19. Jahrhundert; nördlich des Hofes. | D-1-89-134-42  | BW                           |
| Gansfelden 3 (Standort)                                 | Zweigeschossiger Getreidekasten                            | über gemauertem Erdgeschoss (nördlich verkürzter Ostflügel des Vierseithofes), 18. und Mitte 19. Jahrhundert. | D-1-89-134-43  | BW                           |
| Geiselfing 3 (Standort)                                 | Große Weilerkapelle                                        | mit Vorhalle und Dachreiter, erbaut 1948; mit Ausstattung. | D-1-89-134-44  | Große Weilerkapelle          |
| Geiselfing, Tyrlbrunner Feld (Standort)                 | Bildstock                                                  | Rotmarmor, erste Hälfte 16. Jahrhundert; 400 m östlich von Geiselfing am Straßenkreuz. | D-1-89-134-45  | BW                           |
| Haistrach 1 (Standort)                                  | frei stehender, zweigeschossiger Getreidekasten            | bezeichnet mit dem Jahr 1764 und 1765. | D-1-89-134-51  | BW                           |
| Harpfetsham, Filzfeld (Standort)                        | Wegkapelle                                                 | 19./20. Jahrhundert. | D-1-89-134-54  | BW                           |
| Harpfetsham 1 (Standort)                                | Ehemaliger Pfarrhof von Palling                            | jetzt Klostergut, geschlossene Anlage um einen Rechteckhof; ehemaliges Pfarrhaus, dreigeschossiger barocker Putzbau mit Schopfwalmdach, bezeichnet mit dem Jahr 1732, im Kern spätmittelalterlich; Pfarrhofkapelle St. Jacobus, spätgotisch, 1476, um 1700 barocke Umgestaltung, mit Ausstattung; sogenanntes Kooperatorstöckl, Putzbau mit Flachsatteldach, 1751; Toreinfahrt und Hütte mit Bundwerk-Obergeschoss (Osttrakt des Gutshofes), Mitte 19. Jahrhundert; großer Bundwerkstadel (Südtrakt), bezeichnet mit dem Jahr 1843; großer Stallstadel (Westtrakt), 1948 erneuert; Brunnen, östlich des Hofes, 1813, mit neuem Überbau. | D-1-89-134-52  | weitere Bilder               |
| Harpfetsham 8 (Standort)                                | Bundwerkstadel (Südflügel des Vierseithofes)               | bezeichnet mit dem Jahr 1865. | D-1-89-134-53  | BW                           |
| Hehenberg 1 (Standort)                                  | Kapellenbildstock                                          | mit Zeltdach, erste Hälfte 19. Jahrhundert. | D-1-89-134-56  | BW                           |
| Heigermoos (Standort)                                   | Heimkehrer-Kapelle                                         | Tuffsteinbau mit Vorhalle und steilem Satteldach, erbaut 1951; mit Ausstattung. | D-1-89-134-118 | BW                           |
| Heigermoos 1 (Standort)                                 | Stattliches Ehemaliges Bauernhaus                          | zweigeschossig mit Kniestock, Segmentbogenfenstern und Putzgliederungen, bezeichnet mit dem Jahr 1870; geschnitzte Haustür, bezeichnet mit dem Jahr 1872. | D-1-89-134-114 | BW                           |
| Heilham 6 (Standort)                                    | Stadel und Stall                                           | mit reich verziertem Bundwerk, von Zimmermeister Joseph Hörrer errichtet, bezeichnet mit dem Jahr 1848. | D-1-89-134-57  | BW                           |
| Hofstätt 1 (Standort)                                   | Bundwerkstadel (Südflügel des ehemaligen Dreiseithofes)    | bezeichnet mit dem Jahr 1842; ehemaliger Getreidekasten, bezeichnet mit dem Jahr 1786, jetzt frei aufgestellt. | D-1-89-134-62  | BW                           |
| Hörmetsham 4 (Standort)                                 | Große Hofkapelle                                           | in neuromanisch-neugotischen Formen, erbaut 1857- 62; mit Ausstattung. | D-1-89-134-61  | weitere Bilder               |
| Jegling 1 (Standort)                                    | Wegkapelle                                                 | kleiner nachbarocker Satteldachbau, bezeichnet mit dem Jahr 1839; mit Ausstattung; an der Hauptstraße. | D-1-89-134-64  | BW                           |
| Jegling 1 (Standort)                                    | Stall- und Stadeltrakt mit Bundwerk                        | westlich an den Wohnteil des Bauernhauses anschließend, erbaut 1856. | D-1-89-134-65  | BW                           |
| Kagreit 1 (Standort)                                    | Kapelle mit Zeltdach                                       | erste Hälfte 19. Jahrhundert; südlich des Hofes. | D-1-89-134-66  | BW                           |
| Kamping 2 (Standort)                                    | Bundwerkstadel (Südflügel des Dreiseithofes)               | zweite Hälfte 19. Jahrhundert, mit eingebautem älteren Getreidekasten. | D-1-89-134-67  | BW                           |
| Katzwalchen 1 (Standort)                                | Hofkapelle                                                 | um 1810/20. | D-1-89-134-72  | BW                           |
| Katzwalchen 11 (Standort)                               | Kleinbauernhaus                                            | Wohnteil mit Blockbau-Obergeschoss und ehemaliger Traufseitlaube, zweite Hälfte 17. Jahrhundert. | D-1-89-134-71  | Kleinbauernhaus              |
| Kirchberg 1 (Standort)                                  | Katholische Filialkirche St. Johannes Baptist              | einschiffiger spätgotischer Bau mit nicht eingezogenem Chor, zweite Hälfte 15. Jahrhundert; mit Ausstattung. | D-1-89-134-73  | weitere Bilder               |
| Kolmandelfeld (Standort)                                | Kapelle St. Koloman                                        | mit Pilastergliederung und Schopfwalmdach, wohl Anfang 17. Jahrhundert; mit Ausstattung; nördlich von Kamping an der Straßenkreuzung nach Tyrlbrunn, Schreckenbach und Baumham (2003 um wenige Meter versetzt). | D-1-89-134-68  | Kapelle St. Koloman          |
| Lampertsham 5 (Standort)                                | Wohnteil des ehemaligen Kleinbauernhauses                  | mit Blockbau-Obergeschoss und Traufseitlaube, über dem Eingang bezeichnet mit dem Jahr 1737, im Kern wohl älter. | D-1-89-134-74  | BW                           |
| Lampertsham 7 (Standort)                                | Gitterbundwerkstadel (Südflügel des Vierseithofes)         | bezeichnet mit dem Jahr 1823; „Hütte“ (Ostflügel) mit Getreidekasten-Obergeschoss in Blockbau, bezeichnet mit dem Jahr 1749. | D-1-89-134-75  | BW                           |
| Mitterroidham 5 (Standort)                              | Hütte mit Bundwerk-Obergeschoss                            | um 1850. | D-1-89-134-120 | BW                           |
| Oberhafing 5 (Standort)                                 | Bundwerkstadel (Südflügel des Vierseithofes)               | bezeichnet mit dem Jahr 1869, mit zwei eingebauten älteren Getreidekästen. | D-1-89-134-78  | BW                           |
| Oberhafing 5 (Standort)                                 | Sühnekreuz                                                 | bezeichnet mit dem Jahr 1764. | D-1-89-134-123 | BW                           |
| Oberhafing 8 (Standort)                                 | Blockbau-Obergeschoss eines ehemaligen Bauernhauses        | 17. Jahrhundert; aus Tacherting/Lkr. Traunstein transferiert und 1993–95 unter Verwendung historischer Ausbaudetails des ursprünglichen Wohnteils auf maßgetreu neu aufgemauertem Erdgeschoss wieder errichtet. | D-1-89-134-121 | BW                           |
| Oberschilding 1 (Standort)                              | Hofkapelle (Heimkehrerkapelle)                             | erbaut 1920. | D-1-89-134-82  | BW                           |
| Oberschilding 1 (Standort)                              | Gitterbundwerkstadel (Südflügel des Dreiseithofes)         | bezeichnet mit dem Jahr 1867, mit zwei eingebauten Getreidekästen, der westliche bezeichnet mit dem Jahr 1666. | D-1-89-134-81  | BW                           |
| Polsing 6 (Standort)                                    | Tennentor des Bauernhauses                                 | zweiflügelig mit schwarzer Schablonenmalerei, bezeichnet mit dem Jahr 1893. | D-1-89-134-85  | BW                           |
| Polsing 8 (Standort)                                    | Wegkapelle mit Zeltdach                                    | erstes Drittel 19. Jahrhundert; mit Ausstattung. | D-1-89-134-84  | BW                           |
| Schreckenbach 5 (Standort)                              | Stallstadel (Westflügel des ehemaligen Vierseithofes)      | mit Bundwerk, nach Mitte 19. Jahrhundert; am Bauernhaus (Nordflügel) geschnitzte Haustür, bezeichnet mit dem Jahr 1864 (?). | D-1-89-134-92  | BW                           |
| Schreckenbach 9 (Standort)                              | Ehemaliges Bauernhaus                                      | Hakenanlage mit Blockbau-Obergeschoss, 17. /18. Jahrhundert. | D-1-89-134-90  | BW                           |
| Schwank (Standort)                                      | Kleine Feldkapelle                                         | mit Zeltdach, erstes Drittel 19. Jahrhundert. | D-1-89-134-94  | BW                           |
| Schwank 1 (Standort)                                    | Wohnstallhaus (Nordflügel des Vierseithofes)               | verputzter Massivbau mit Flachsatteldach und Hochlaube, im Kern 18. Jahrhundert, um 1820/30 überformt; Gitterbundwerkstadel (Südflügel), 1858 von Zimmermeister Joseph Mitterhofer; Hütte (Ostflügel), mit Getreidekasten im Erdgeschoss und Blockbau-Obergeschoss, Mitte 19. Jahrhundert. | D-1-89-134-93  | BW                           |
| Sieberöd. Mitterholz (Standort)                         | Steinkreuz                                                 | wohl Mitte 18. Jahrhundert; 500 m nördlich von Sieberöd an einem Waldweg. | D-1-89-134-126 | BW                           |
| Sieberöd (Standort)                                     | Weilerkapelle                                              | mit Dachreiter, erbaut 1935; mit Ausstattung. | D-1-89-134-95  | BW                           |
| Sieberöd. Schildhartholz (Standort)                     | Wegkapelle                                                 | mit Zeltdach, bezeichnet mit dem Jahr 1822; mit Ausstattung; etwa 500 m südsüdöstlich von Sieberöd im Wald. | D-1-89-134-96  | BW                           |
| Stalling, Hörmetshamer Feld (Standort)                  | Hofkapelle                                                 | kleiner Tuffsteinbau mit Schopfwalmdach, bezeichnet mit dem Jahr 1821; bei Haus Nr. 2. | D-1-89-134-98  | BW                           |
| Thalham 2 (Standort)                                    | Wohnstallhaus (Nordflügel des Vierseithofes)               | zweigeschossiger Massivbau, Mitte 19. Jahrhundert; Hütte (Ostflügel) gleichzeitig, mit Getreidekasten von 1750 im Obergeschoss; Bundwerkstadel (Südflügel), bezeichnet mit dem Jahr 1856, Dach 1956 erhöht; Backofen, westlich des Hofes, bezeichnet mit dem Jahr 1841. | D-1-89-134-99  | BW                           |
| Unterhafing 4 (Standort)                                | Bundwerkstadel (Südflügel des Vierseithofes)               | Mitte 19. Jahrhundert. | D-1-89-134-106 | BW                           |
| Unterroidham 1 (Standort)                               | Hofkapelle                                                 | mit Halbwalm und Scharschindeldach, bezeichnet mit dem Jahr 1861. | D-1-89-134-108 | BW                           |
| Unterroidham 2 (Standort)                               | Stadel (Südflügel des Dreiseithofes)                       | mit Gitterbundwerk an den Traufseiten, bezeichnet mit dem Jahr 1846. | D-1-89-134-107 | BW                           |
| Unterschilding 5 (Standort)                             | Stattliches Bauernhaus                                     | Massivbau mit hohem Kniestock, Putzbandgliederung und bemalter Dachuntersicht, am Portal bezeichnet mit dem Jahr 1858. | D-1-89-134-109 | BW                           |
| Unterschilding, von Palling nach Katzwalchen (Standort) | Pestmarterl                                                | profilierter hölzerner Pfeiler mit Bildfeld, bezeichnet mit dem Jahr 1642; östlich von Unterschilding. | D-1-89-134-125 | Pestmarterl                  |
| Untersommering 1 (Standort)                             | Reicher Gitterbundwerkstadel (Südflügel des Dreiseithofes) | um 1860. | D-1-89-134-110 | BW                           |
| Unterweißenkirchen 7 (Standort)                         | Westflügel des Vierseithofes                               | mit Bundwerk über dem Stall, Mitte 19. Jahrhundert. | D-1-89-134-112 | Westflügel des Vierseithofes |

## Ehemalige Baudenkmäler
In diesem Abschnitt sind Objekte aufgeführt, die früher einmal in der Denkmalliste eingetragen waren, jetzt aber nicht mehr. Objekte, die in anderem Zusammenhang also z. B. als Teil eines Baudenkmals weiter eingetragen sind, sollen hier nicht aufgeführt werden. Aktennummern in diesem Abschnitt sind ehemalige, jetzt nicht mehr gültige Aktennummern.

| Lage                  | Objekt        | Beschreibung | Akten-Nr.     | Bild |
| --------------------- | ------------- | --- | ------------- | ---- |
| Stalling 1 (Standort) | Wohnstallhaus | zweigeschossiger Tuffsteinbau mit Kniestock und Gitterbundwerk am Heuboden, bezeichnet mit dem Jahr 1862; Stallstadel mit Gewölben und Bundwerk, Mitte 19. Jahrhundert. | D-1-89-134-97 | BW   |